# Jarní romance (Fibich)
Jarní romance op. 23  je kantáta pro sopránové a basové sólo, smíšený sbor a orchestr českého skladatele Zdeňka Fibicha. Kantáta je v pořadí druhá a jako většina Fibichových skladeb je inspirována Fibichovou láskou k přírodě a dojmy z dětství na Libáni u Nasavrk. Toto dílo skladatel věnoval Čtenářsko-pěveckému spolku Budivoj v Moravských Budějovicích, kde měl oddané přátele a příznivce a kam v osmdesátých letech rád zajížděl, aby byl přítomen provádění svých skladeb.

## Vznik a ohlasy
Kantáta vznikla v roce 1880 jako skladatelovo 23. dílo na text stejnojmenné básně Jaroslava Vrchlického z knihy veršů Epické básně, vydané poprvé v roce 1876. 
První provedení se uskutečnilo na dobročinném koncertě ve prospěch Spolku ku podpoře vdov a sirotků po učitelích dne 12. března 1881 v Žofínském sále v Praze. Sborovou část nastudoval pěvecký spolek Lukes na Smíchově, sóla zpívali členové opery Prozatímního divadla Irma Reichová (soprán) a Karel Čech (bas), divadelní orchestr řídil kapelník Adolf Čech.
Nová kantáta byla při premiéře obecenstvem i kritikou přijata s nadšením a znamenala velký úspěch pro skladatele. který ve stejné době vytvořil dvě symfonické básně (Vesnu a Bouři) a jehož opera Blaník byla připravována pro podzimní sezónu Prozatímního divadla. Jarní romance si získala brzy po pražské premiéře značnou oblibu, v osmdesátých letech byla v Praze často opakována a provedení se dočkala i na českém venkově, kde rovněž brzy zdomácněla. Stala se trvalou součástí pořadů pěveckých sdružení a nevymizela až do dneška z repertoáru sborových produkcí jako jedna z nejoblíbenějších českých kantát.

## Vydání tiskem
Nakladatelství Fr. A. Urbánek v Praze vydalo v únoru 1886 orchestrální partituru s podloženým klavírním výtahem, sólové a sborové hlasy a průvod harmonia jako číslo 289 Urbánkovy edice. V r. 1952 vyšel nákladem Národního hudebního vydavatelství Orbis v Praze po prvé samostatně klavírní výtah s textem v rámci souborného vydání skladeb Zdeňka Fibicha za spolupráce členů redakční komise Společnosti Zdeňka Fibicha.
Jelikož autograf partitury je dodnes nezvěstný, 1. vydání partitury vydal Fr. A. Urbánek dle původních pramenů.